# Szakáts Béla
Szakáts Béla (Székelyudvarhely, 1938. szeptember 19. – Temesvár, 2022. június 4.) erdélyi magyar szobrászművész.

## Életútja
Református munkáscsaládban született, apja géplakatos volt. A művészeti középiskolát Marosvásárhelyen végezte, 1956-tól 1962-ig  a kolozsvári Ion Andreescu Képzőművészeti Főiskola növendéke volt. 1962–1994 között a Temesvári Képzőművészeti Líceum szobrász-tanára, 1994-től a temesvári Nyugati Egyetem Képzőművészeti Karának docense, tanszékvezető professzora, óraadó tanára volt.

### Munkássága
Szobrait terrakottából, fából s bronzból kivitelezte. A gondos mintázás, a konstruktív formaalkotás és a kinetikus térművészet elkötelezettje volt. Megmintázta Székely László műépítész, Orbán Balázs, Márton Áron, Nikolaus Lenau, stb. szobrát. A Kolozsvárott felállított 1956-os emlékműre kiírt pályázat nyertese és kivitelezője volt. Az 1989-es romániai forradalom tiszteletére készítette monumentális emlékművét, amely ma Temesvár egyik főterét díszíti.
Temesvárott (1968, 1980, 1987), Craiován (1986) és Lugoson (1989) rendezett egyéni kiállítást. Alkotásaival szerepelt a Temesváron, Bukarestben, Kolozsváron, Székelyudvarhelyen, Budapesten, Szegeden, Csongrádon, stb. megrendezett csoportos tárlatokon, valamint az ankarai eurázsiai (1990) és a ravennai Dante Biennálékon (1988, 1992). Többször volt a szárhegyi, csongrádi és lesencetomaji alkotótáborok résztvevője.

## Köztéri szobrai
- Vízesés (kő térszobor, Temesvár)
- Dinamika (Szárhegy)

1956-os emlékmű, Sétatér, Kolozsvár, felavatva 2009

- Az 1989-es romániai forradalom emlékműve (Temesvár)
- Török János polgármester mellszobra (Temesvár)

## Társasági tagság
- A Romániai Képzőművészek Szövetségének tagja

## Díjak, elismerések
- a Romániai Képzőművészek Szövetsége díja (1978)
- Országos Szobrászati Fesztivál I. díja (1982)
- a ravennai Dante Biennálé aranyérme (1988)

A temesvári városi tanács díszoklevéllel, a Temes Megyei Tanács Pro Cultura Timisiensis-díjjal ismerte el művészi és művészetpedagógiai tevékenységét.